# Erik Gabrielsson Oxenstierna
Erik Gabrielsson Oxenstierna, född 1540-talet, död 5 juni 1594, var en svensk militär.

## Biografi
Erik Oxenstierna föddes på 1540-talet. Han var son till Gabriel Kristiernsson Oxenstierna och Beata Eriksdotter Trolle. Oxenstierna blev 1568 anställd hos prinsessan Cecilia Vasa i Rodemachern och blev 28 augusti 1573 krigskommissarie i Livland. Han blev 1574 ledamot i kriminalrätten över Charles de Mornay och 22 juli 1580 slottsloven på Revals slott. Oxenstierna blev 22 oktober 1580 överste befallningsman över Revals slott, Revals dom och Revals stad, samt Padis län. Han var från 15 maj 1590 till 7 juli 1592 ståthållare i Reval. Oxenstierna skickades i januari 1593 till Enköping för att förkunna marknadsallmogen hertig Carls och rådets förening. Han avled 1594 och begravdes i Lillkyrka kyrka.
Oxenstierna var föraktar och hatad för sin ståndaktighet i lutherska läran av konung Sigismund.

### Egendom
Oxenstierna ägde Lindö i Sankt Johannes socken, Björnö i Frötuna socken, Årsta i Brännkyrka socken och Eka i Lillkyrka socken.

### Familj
Oxenstierna gifte sig 9 oktober 1575 på Björkvik i Björkviks socken med sin brors svägerska, friherrinnan Bengta Gera, dotter till riksrådet, lagmannen och ståthållaren, Karl Holgersson (Gera) och Kerstin Bengtsdotter (Färla). De fick tillsammans barnen Christiern Oxenstierna (död före 1598), Kerstin Oxenstierna som var gift med häradshövdingen Nils Mauritzson Stake, Anna Oxenstierna (1580–1618) som var gift med landshövdingen Broor Andersson (Rålamb), riksrådet Carl Oxenstierna (1582–1629), landshövdingen Åke Oxenstierna (1583–1653), hovmästarinnan Beata Oxenstierna (1591–1652), Ebba Oxenstierna (1592–1670), kammarherren Gabriel Oxenstierna (1594–1630), Carin Oxenstierna (död 1629) som var gift med riksrådet Nils Andersson Lilliehöök och Märta Oxenstierna (död 1620) som var gift med översten Isak Silfversparre vid Östgöta ryttare.